# Автошлях Т 2413
Автошля́х Т 2413 — автомобільний шлях територіального значення у Черкаській області. Пролягає територією Звенигородського району через Катеринопіль — Вікнине — Шполу. Загальна довжина — 29,1 км.

## Маршрут
Автошлях проходить через такі населені пункти:
| Автошлях Т 2413       |        |
| Черкаська область     |        |
| Звенигородський район |        |
| Катеринопіль          | Т 2411 |
| Радчиха               |        |
| Вікнине               |        |
| Капустине             |        |
| Васильків             |        |
| Шпола                 | Т 2401 |